# Canton d'Aubenas
Le canton d'Aubenas est une ancienne division administrative française située dans le département de l'Ardèche.

## Géographie historique
Ce canton était organisé à l'époque contemporaine autour d'Aubenas dans l'arrondissement de Privas. Son altitude après sa recomposition de 1973 variait de 167 mètres à Saint-Étienne-de-Fontbellon jusqu'à 864 mètres à Lentillères pour une altitude cantonale moyenne de 312 mètres.
Entre 1881 et 1886, le canton d'Aubenas dans l'arrondissement de Privas regroupaient les sept communes suivantes : Aubenas (8260 habitants), La Bégude (1654 h), Saint-Étienne-de-Fontbellon (1250 h), Saint-Privat (1004 habitants), Ucel (1126 h), Vals (3410 h), Vesseaux (1297 h.).
Le canton de Vals-les-Bains, aujourd'hui ancien canton désuet, a été créé en 1973 principalement en scindant l'ancien canton d'Aubenas, c'est-à-dire en gardant cinq grandes communes de cet ancien canton d'Aubenas (Vals, Labégude, Saint-Privat, Ucel, Vesseaux), en y adjoignant trois autres en complément.
Le canton d'Aubenas, dans sa configuration antérieure à 2015, était né de la scission de l'ancien canton d'Aubenas, il était privé des communes attribuées au Vals les Bains en 1973, compensé par l'incorporation d'autres communes.
Par arrêté préfectoral du 22 février 2007, le canton a été détaché de l'arrondissement de Privas pour être rattaché à l'arrondissement de Largentière.

## Représentation

### Conseillers généraux de 1833 à 2015
| Période | Période          | Identité                   | Étiquette          | Qualité |
| ------- | ---------------- | -------------------------- | ------------------ | --- |
| 1833    | 1836             | Jean-Pierre de Bernardy    |                    | Propriétaire à Aubenas |
| 1836    | 1848             | Auguste Champanhet         |                    | Avocat, maire d'Aubenas (1829, 1832, 1839, 1840)                                                                                       |
| 1848    | 1852             | Amédée Teyssier            |                    | Propriétaire à Aubenas |
| 1852    | 1855             | Alfred d'Hilaire de Joviac | Conservateur       | Propriétaire du château de Granoux Maire de Saint-Léger-Bressac                                                                        |
| 1855    | 1864             | Louis Champanhet           |                    | Avocat, maire d'Aubenas |
| 1864    | 1871             | Paul Deydier               |                    | Négociant - Maire d'Ucel |
| 1871    | 1886 (démission) | Henri Aurenche             | Républicain        | Banquier - Maire d'Aubenas |
| 1886    | 1898             | Victor Pradal              | Union républicaine | Avocat - Maire d'Aubenas Député (1880-1885) - Sénateur (1885-1910)                                                                     |
| 1898    | 1904             | Urbain Durand              | Républicain        | Ingénieur civil |
| 1904    | 1910 (décès)     | Victor Pradal              | Union républicaine | Avocat - Maire d'Aubenas Député (1880-1885) - Sénateur (1885-1910)                                                                     |
| 1910    | 1918 (décès)     | Placide Astier             | Rad.               | Pharmacien Député (1898-1910)- Sénateur (1910-1918)                                                                                    |
| 1919    | 1922             | Paul Artige (1881-1929)    | Rad.               | Pharmacien - Maire d'Aubenas (1922-1932)                                                                                               |
| 1922    | 1927 (décès)     | Adrien Durand (1886-1927)  | Rad.               | Industriel (moulinier) à Aubenas |
| 1927    | 1928             | Paul Artige                | Rad.               | Pharmacien |
| 1928    | 1940             | Jean Marze (1874-1942)     | PDP                | Banquier, Maire d'Aubenas (1932-1941) Nommé membre de la Commission administrative départementale en 1941 décédé en 1942               |
|         |                  |                            |                    | |
| 1942    | 1945             | François Lesourd           |                    | Médecin Maire de Vals-les-Bains Directeur de la Gazette des Hôpitaux de Paris Nommé conseiller départemental en 1942                   |
|         |                  |                            |                    | |
| 1945    | 1951             | Jean Beaussier (1893-1969) | SFIO               | Instituteur à Bourg-Saint-Andéol Président du Comité Départemental de la Libération                                                    |
| 1951    | 1976             | Marcel Molle               | MRP puis CD        | Notaire - Sénateur (1946-1958 et 1959-1971) Maire d'Aubenas                                                                            |
| 1976    | 1982             | Jean-Marie Alaize          | PS                 | Professeur de philosophie Député (1981-1986 et 1988-1993)                                                                              |
| 1982    | 1994             | Bernard Hugo               | RPR                | Proviseur de lycée Sénateur (1980-1998), Maire d'Aubenas (1973-1995)                                                                   |
| 1994    | 2001             | Stéphane Alaize            | PS                 | Professeur de lettres Député (1997-2002), Maire d'Aubenas (1995-2000)                                                                  |
| 2001    | 2015             | Jean-Pierre Constant       | RPR puis UMP       | Agriculteur Suppléant du député Jean-Marie Roux (1993-1997) Premier adjoint au maire d'Aubenas (2000-2006) Maire d'Aubenas (2006-2018) |

### Conseillers d'arrondissement (de 1833 à 1940)
| Période                                  | Période | Identité                    | Étiquette              | Qualité |
| ---------------------------------------- | ------- | --------------------------- | ---------------------- | --- |
| 1833                                     | 1848    | M. Duclaux                  |                        | Propriétaire à Aubenas                                                                                      |
|                                          |         |                             |                        | |
| 1883                                     | 1919    | Ludovic Leynaud (1842-1920) | Radical                | Menuisier et serrurier, maire d'Ucel                                                                        |
| 1919                                     | 1925    | Philippe Taupenas           | Radical                | Maire de Vesseaux                                                                                           |
| 1925                                     | 1937    | Firmin Meyssonnier          | Radical anticommuniste | Négociant, conseiller municipal de Lachapelle-sous-Aubenas                                                  |
| 1937                                     | 1940    | M. Teston                   | SFIO                   | Conseiller municipal d'Aubenas                                                                              |
| 1940                                     |         |                             |                        | Les conseils d'arrondissement ont été suspendus par la loi du 12 octobre 1940 et n'ont jamais été réactivés |
| Les données manquantes sont à compléter. |         |                             |                        | |

## Composition
Le canton d'Aubenas ne regroupait que neuf communes en 2014.
| Nom                         | Code Insee | Intercommunalité       | Superficie (km2) | Population (dernière pop. légale) | Densité (hab./km2) |
| --------------------------- | ---------- | ---------------------- | ---------------- | --------------------------------- | ------------------ |
| Aubenas (chef-lieu)         | 07019      | CC du Bassin d'Aubenas | 14,32            | 11 917 (2014)                     | 832                |
| Ailhon                      | 07002      | CC du Bassin d'Aubenas | 7,80             | 569 (2014)                        | 73                 |
| Fons                        | 07091      | CC du Bassin d'Aubenas | 4,03             | 321 (2014)                        | 80                 |
| Lachapelle-sous-Aubenas     | 07122      | CC du Bassin d'Aubenas | 10,12            | 1 545 (2014)                      | 153                |
| Lentillères                 | 07141      | CC du Bassin d'Aubenas | 8,72             | 233 (2014)                        | 27                 |
| Mercuer                     | 07155      | CC du Bassin d'Aubenas | 7,57             | 1 199 (2014)                      | 158                |
| Saint-Didier-sous-Aubenas   | 07229      | CC du Bassin d'Aubenas | 2,76             | 934 (2014)                        | 338                |
| Saint-Étienne-de-Fontbellon | 07231      | CC du Bassin d'Aubenas | 9,51             | 2 615 (2014)                      | 275                |

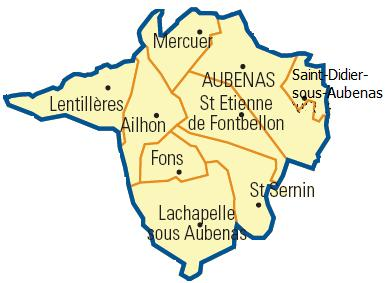
Carte du canton

| Saint-Sernin                | 07296      | CC du Bassin d'Aubenas | 5,78             | 1 678 (2014)                      | 290                |

## Démographie
| 1962   | 1968   | 1975   | 1982   | 1990   | 1999   | 2006   | 2011   | 2012   |
| ------ | ------ | ------ | ------ | ------ | ------ | ------ | ------ | ------ |
| 12 307 | 14 264 | 16 687 | 17 100 | 17 714 | 18 237 | 19 826 | 20 212 | 20 279 |